# Jerbàtikha
Jerbàtikha (en rus: Жербатиха) és un poble del krai de Krasnoiarsk, a Rússia, que en el cens del 2010 tenia 298 habitants. Pertany al districte de Kuràguino.